# Joe Mantell
Joe Mantell (Brooklyn, 21 december 1915 - Tarzana, 29 september 2010) was een Amerikaans acteur. Hij is bekend om zijn rol als Angie in de Oscar-winnende film Marty (1955) en om zijn rol in Chinatown. Verder is hij bekend om het uitspreken van de laatste zin "Forget it, Jake, it's Chinatown" in de film The Two Jakes (1990) waar hij de rol speelde van Lawrence Walsh, de partner van privé-detective Jake Gittes. Ook verscheen hij regelmatig in televisieseries.
Mantell was geboren in Brooklyn in een Pools gezin. Zijn geboortenaam was gespeld als MAN-tel met klemtoon op het eerste gedeelte. Bij het begin van zijn carrière voegde hij een l toe en legde de klemtoon op het laatste gedeelte: Man-TELL.

## Filmografie
- And Baby Makes Three, (1949)
- Port of New York, (1949)
- Barbary Pirate, (1949)
- The Undercover Man, (1949)
- Marty, (1955)
- Storm Center, (1956)
- The Sad Sack, (1957)
- Beau James, (1957)
- Onionhead, (1958)
- Tom, Dick and Harry, (1960)
- The Crowded Sky, (1960)
- The Birds, (1963)
- Mister Buddwing, (1966)
- Kelly's Heroes, (1970)
- Chinatown, (1974)
- They Only Come Out at Night, (1975)
- Blame It on the Night, (1984)
- Movers & Shakers, (1985)
- The Two Jakes, (1990)

## Televisieseries
- Suspense, (1951)
- Out There, (1951)
- Mister Peepers, (1952)
- Lights Out, (1952)
- The Philco Television Playhouse, (1953)
- Inner Sanctum, (1954)
- Alfred Hitchcock Presents, (1955-1957)
- Goodyear Television Playhouse, (1955-1956)
- Studio One, (1955)
- The Elgin Hour, (1955)
- Climax!, (1956-1958)
- Kraft Television Theatre, (1956)
- Armstrong Circle Theatre, (1956)
- Justice, (1956)
- The Web, (1957)
- The 20th Century-Fox Hour, (1957)
- Wanted: Dead or Alive, (1958)
- The Untouchables, (1959-1960)
- Alcoa Presents: One Step Beyond, (1959)
- Alcoa Theatre, (1959)
- Westinghouse Desilu Playhouse, (1959)
- The Millionaire, (1959)
- The Twilight Zone, (1960-1963)
- The Detectives, (1960-1961)
- Checkmate, (1960)
- The Roaring 20's, (1960)
- Alcoa Premiere, (1960)
- Goodyear Theatre, (1960)
- The Man from Blackhawk, (1960)
- Pete and Gladys, (1961-1962)
- Sam Benedict, (1962)
- Combat!, (1962)
- Cain's Hundred, (1962)
- Mr. Novak, (1963)
- The Nurses, (1963)
- The Defenders, (1963)
- Don't Call Me Charlie, (1963)
- Dr. Kildare, (1964)
- My Three Sons, (1964)
- The Travels of Jaimie McPheeters, (1964)
- Arrest and Trial, (1964)
- The Virginian, (1965)
- Kraft Suspense Theatre, (1965)
- The Man from U.N.C.L.E., (1966-1967)
- Mission: Impossible, (1966)
- The Loner, (1966)
- Mannix, (1967-1969)
- Judd for the Defense, (1968)
- Ironside, (1969-1971)
- The F.B.I., (1970)
- Petrocelli, (1974)
- Maude, (1976)
- All in the Family, (1976)
- Lou Grant, (1977)
- Fantasy Island, (1978)
- Blind Ambition, (1979)
- Hart to Hart, (1980)
- Barney Miller, (1982)